# 德昆西 (路易斯安那州)
德昆西（英語：DeQuincy）是美国路易斯安那州卡尔克苏堂区下属的一座城市。根据2010年美国人口普查，该市有人口3,235人。建置上，属于“city”。